# Мородер, Джорджо
Джова́нни Джо́рджо Моро́дер (итал. Giovanni Giorgio Moroder; род. 26 апреля 1940[…], Ортизеи, Больцано, Италия) — итальянский композитор, продюсер и исполнитель. Пионер электронной музыки, один из первооткрывателей диско-музыки 1970-х годов, основоположник итало-диско, автор музыки к кинофильмам.

## Карьера
Происходит из ладинской семьи. Мать в детстве называла его Хансйорг (нем. Hansjörg) — это немецкий перевод его итальянских имён, но все остальные звали его просто — Джорджо.
Первоначально начинал свою карьеру как гитарист. В 19 лет Мородер выступал в ночных клубах по всей Европе, исполняя кавер-версии знаменитых музыкантов, но, устав от постоянных разъездов, в 1967 году он прекращает свои выступления и отправляется в Западный Берлин, где концентрируется на написании песен.
В начале семидесятых работал в Западном Берлине и Италии. В Мюнхене он основал свою студию «Musicland Studios», в которой позже работали Led Zeppelin и Rolling Stones. В 1969 году Джорджо выпускает дебютный сингл «Looky, Looky», а в 1972 году свой сольный альбом Son of My Father.
В начале 1970-х становится участником диско-группы «Munich Machine», которая выпустила три альбома. В дальнейшем писал музыку для различных исполнителей, особенную известность получило сотрудничество Мородера с певицей Донной Саммер («I Feel Love», «Love to Love You Baby»). Наиболее успешные сольные работы Мородера — From Here to Eternity (1977) и E=MC² (1979).
В середине 1970-х годов начал работать для кинематографа, добившись первого заметного успеха с созданием оригинальной музыки для фильма Алана Паркера «Полуночный экспресс» (1978), за которую Мородер получил свою первую премию «Оскар». В течение восьмидесятых Мородер потратил много времени, работая для кино. Его работы можно услышать в кинолентах «Американский жиголо», «Люди-кошки», «Лицо со шрамом», «Танец-вспышка», «Бесконечная история», «Электрические грёзы».
Мородеру принадлежат официальные музыкальные темы Олимпийских игр 1984 года в Лос-Анджелесе и 1988 года в Сеуле, а также Чемпионата мира по футболу 1990 года.

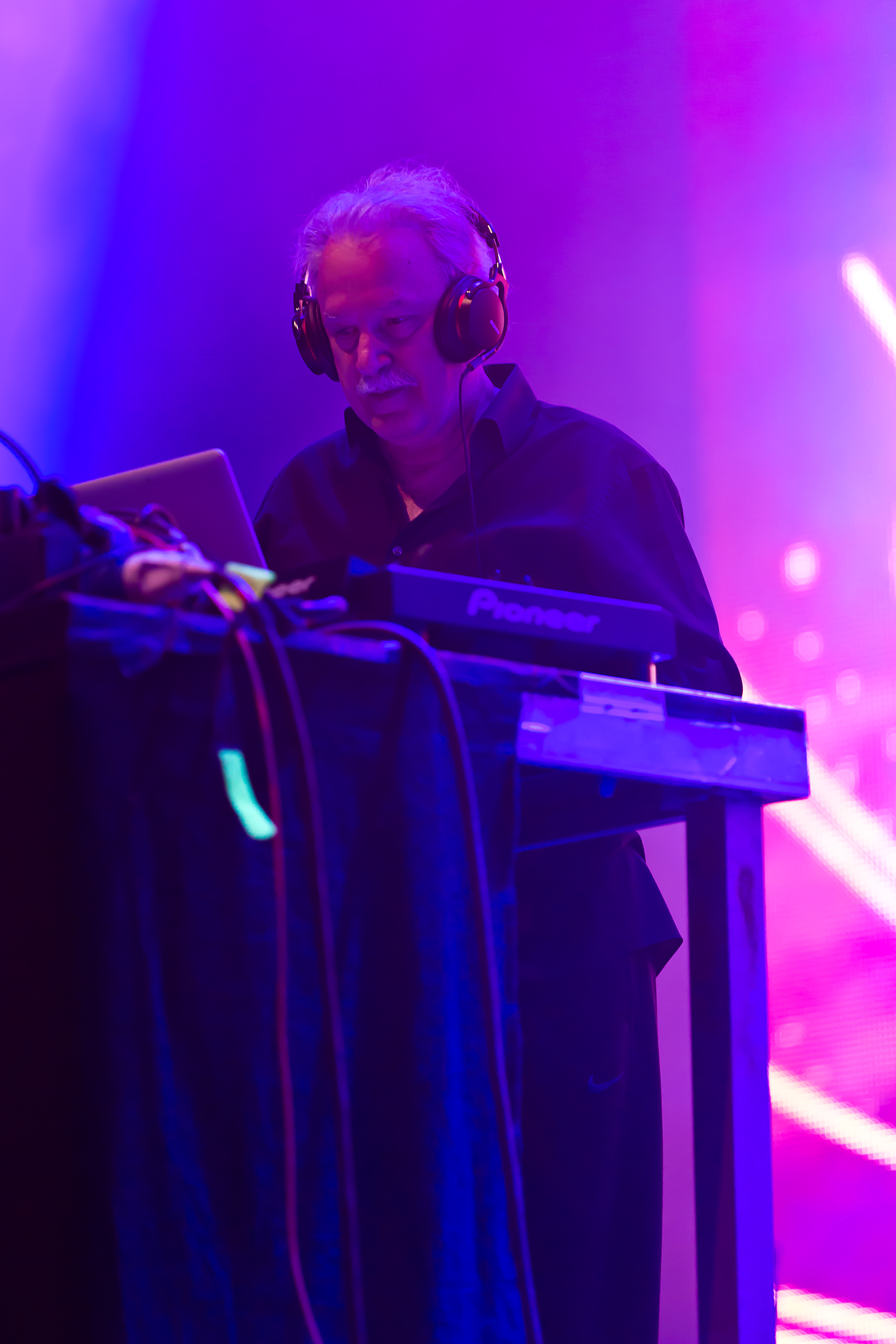
Melt! Festival 2015

В треке «Giorgio by Moroder» альбома группы Daft Punk Random Access Memories (вышедшего в 2013 году и получившей пять премий «Грэмми») звучит голос Джорджо Мородера, где он в автобиографическом монологе рассказывает о годах своей молодости, о начале его карьеры.
В этом же году, в возрасте 73 лет, Мородер дебютировал в качестве диджея на вечеринке Франсуа Кеворкяна «Deep Space» в Нью-Йорке.
В 2014 году Джорджо записывает несколько ремиксов (на «Doo Bee Doo», «Midnight»
и «I Can’t Give You Anything but Love, Baby»), а также (при содействии Adult Swim) выпускает сингл «Giorgio’s Theme».
В 2015 году вышел полноценный студийный альбом Джорджо Déjà Vu, записанный в сотрудничестве с Кайли Миноуг, Келис, Сией, Бритни Спирс, Charli XCX, Микки Экко, Foxes и Мэттью Кома. На композиции «Déjà Vu», «Right Here, Right Now», «74 Is the New 24» сняты видеоклипы.

## Награды

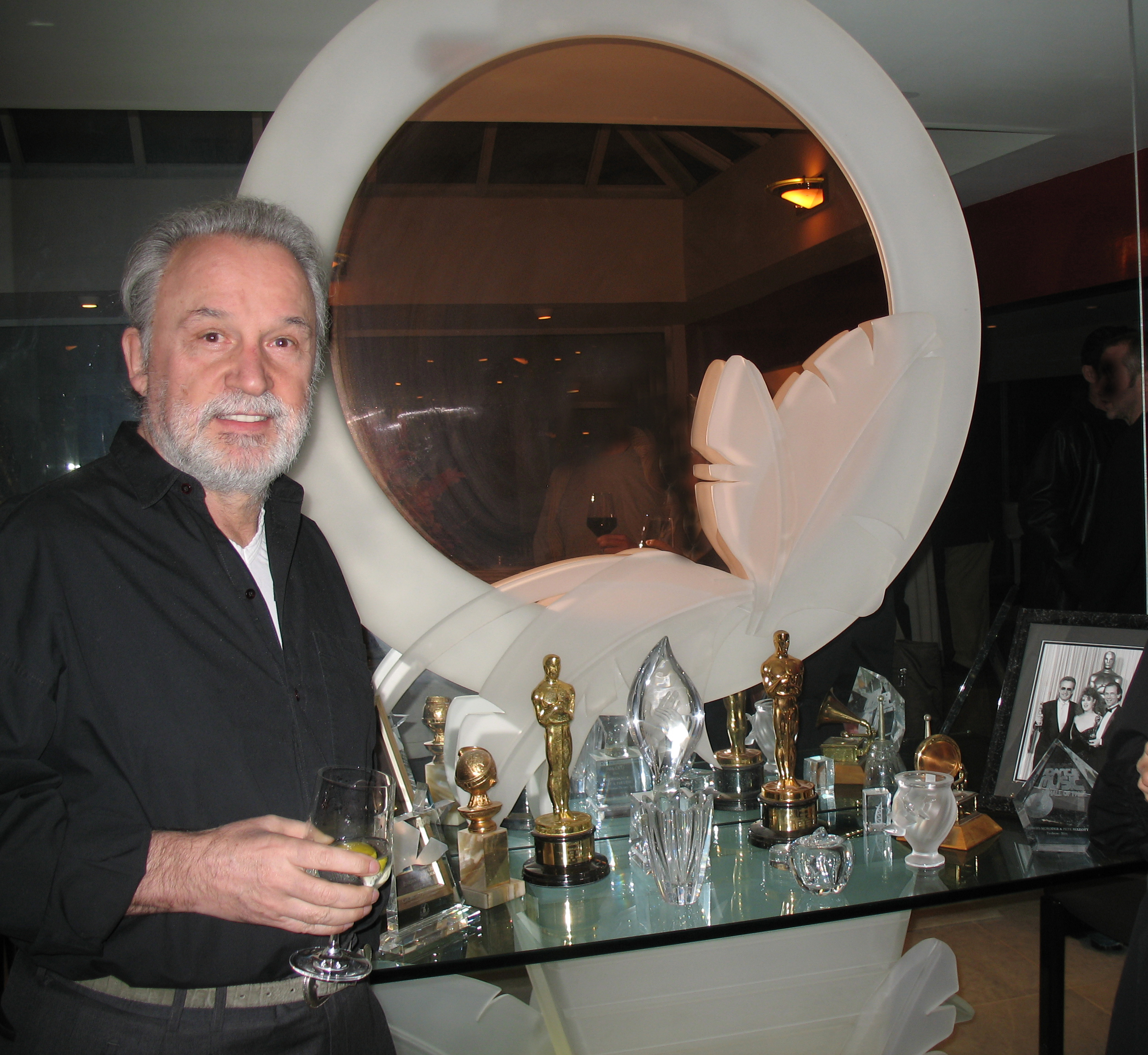
2007 год

Джорджо Мородер — обладатель четырёх премий Золотой глобус за работу над саундтреками и трёх премий «Оскар» за лучшее музыкальное сопровождение кинолент:
- В номинации «Best Original Score», за музыку к фильму «Полуночный экспресс», в 1979 году.
- В номинации «Best Original Song» за песню «Flashdance… What a Feeling», к кинофильму «Танец-вспышка» 1983 года, поделив награду с исполнительницей песни Айрин Карой и автором слов Китом Форси.
- В номинации «Best Original Song» за песню «Take My Breath Away» прозвучавшую в фильме «Лучший стрелок» (Top Gun), в 1986 году. Автором слов к песне был Том Уитлок, а исполнила песню группа «Berlin».

## Сотрудничество
- Пол Энгеманн
- Device
- Донна Саммер
- Berlin
- Blondie
- Cameo
- Дэвид Боуи
- Japan
- Айрин Кара
- Cheap Trick
- Шер
- Мария Кончита Алонсо
- Роджер Долтри
- Дебби Харри
- Joe Esposito
- Falco
- Франс Галль
- Сэмми Хагар
- Нина Хаген
- сэр Элтон Джон
- Джанет Джексон
- KMFDM
- Аманда Лир
- Лималь
- Мелисса Манчестер
- Джо Долан
- Miami Sound Machine
- Фредди Меркьюри
- Джанна Наннини
- Оливия Ньютон-Джон
- Philip Oakey
- Psychotica
- Лени Рифеншталь
- Сабрина Салерно
- Sparks
- Sigue Sigue Sputnik
- Барбра Стрейзанд
- Лайза Миннелли
- Бонни Тайлер
- Джефф Линн
- Koreana
- Daft Punk
- Coldplay
- Lipps, Inc.
- Chris Bennett
- Human League
- Sia
- Бритни Спирс
- Charli XCX
- Кайли Миноуг
- The Three Degrees
- SISTAR
- Эми Стюарт
- Дайон Уорвик
- Дайана Росс
- Лора Брэниган
- Белинда Карлайл
- Art Of Noise
- Lady Gaga
- Гэри Ньюман
- Lian Ross
- Prince
- Kim Wilde
- Пэт Бенатар

## Дискография
- 1969 — That’s Bubblegum — That’s Giorgio
- 1972 — Son of My Father
- 1974 — Giorgio’s Music
- 1975 — Einzelganger
- 1976 — Knights in White Satin
- 1977 — From Here to Eternity
- 1978 — Love’s In You, Love’s In Me
- 1978 — Midnight Express (саундтрек к фильму Полуночный экспресс)
- 1978 — Battlestar Galactica (саундтрек)
- 1979 — E=MC2
- 1979 — Foxes (саундтрек к фильму Лисы)
- 1980 — American Gigolo (саундтрек к фильму Американский жиголо)
- 1982 — Cat People (саундтрек к фильму Люди-кошки)
- 1983 — Solitary Men
- 1983 — Flashdance (саундтрек к фильму Танец-вспышка)
- 1983 — DC Cab (сборник музыки из фильма Вашингтонское такси)
- 1983 — Scarface (саундтрек к фильму Лицо со шрамом)
- 1984 — The Neverending Story (сборник музыки из фильма, включающий песню «The NeverEnding Story»)
- 1984 — Electric Dreams (сборник музыки из фильма Электрические грёзы)
- 1984 — Metropolis (саундтрек к фильму Метрополис)
- 1985 — From Here to Eternity… and Back
- 1985 — Innovisions
- 1985 — Philip Oakey & Giorgio Moroder
- 1986 — Top Gun (сборник музыки из фильма, включающий песню «Take My Breath Away»)
- 1987 — Over the Top (сборник музыки из фильма Изо всех сил)
- 1988 — Another Way (сборник музыки из фильма Another Way: D-Kikan-Joho)
- 1988 — Mamba (сборник музыки из фильма Mamba (итал.))
- 1990 — To Be Number One
- 1992 — Forever Dancing
- 1996 — Pepolino und der Schatz der Meerjungfrau (саундтрек к фильму (нем.))
- 2015 — Déjà Vu
- 2016 — Tron RUN/r (саундтрек к игре (англ.), совместно с Raney Shockne (англ.))
- 2018 — Queen of the South (саундтрек к телесериалу Королева Юга, совместно с Raney Shockne)

## Синглы
- 1965 Cerca (Di Scordare) / Shaba-Dahba-Dahbadah
- 1965 Baby Courreges / Warum Hoer' Ich Nichts Von Dir (as Rock Romance)
- 1966 Stop / Believe In Me (as Giorgio)(as George)
- 1966 Glaub An Mich / Stop
- 1966 Bla, Bla Diddly / How Much Longer Must I Wait, Wait (as Giorgio and The Morodians)
- 1967 Mr. Strauss / Alle Analphabeten — auf die Plätze fertig los! (as Johnny Schilling)
- 1967 Lilly Belle / Love’s Morning Land
- 1968 Moody Trudy / Stop (Alternative Version)
- 1968 Yummy, Yummy, Yummy / Make Me Your Baby (as Giorgio)(as George)
- 1968 Cinnamon / Reesy-Beesy
- 1968 Monja / Raggi Di Sole (as George)
- 1969 Luky, Luky [Looky, Looky] / Senza Te, Senza Me [Happy Birthday] (as George)
- 1969 Looky, Looky / Happy Birthday
- 1969 Aquarius (Let The Sunshine In) / Gimme, Gimme Good Lovin
- 1969 Mah Nà Mah Nà / Doo-Bee-Doo-Bee-Doo
- 1970 Lina Con La Luna (Moody Trudy) / Risi E Bisi (Reesy Beesy) (as George)
- 1970 Mony, Mony / Tempo D’amore (Love’s Morning Land)(as George)
- 1970 Arizona Man / Sally Don’t You Cry
- 1970 Arizona Man (Jerk) / So Young (Slow)
- 1970 America, America / Rhythm Of Love (as Spinach)
- 1971 Action Man (Part 1) / Action Man (Part 2) (as Spinach)
- 1971 Underdog / Watch Your Step
- 1971 I’m Free Now / Son Of My Father
- 1972 London Traffic / Everybody Join Hands
- 1972 (Sweet Sixteen) You Know What I Mean / Knockin' On Your Door (as Spinach)
- 1972 Tu Sei Mio Padre [Son Of My Father] / Non Ci Sto [Underdog]
- 1972 Son Of My Father / Underdog
- 1972 Son Of My Father (Part 1) / Son Of My Father (Part 2)
- 1972 Lord (Release Me) / Tears (as Children Of The Mission)
- 1972 Today’s A Tomorrow (You Worried 'Bout Yesterday) / Pauline
- 1972 Take It, Shake It, Break My Heart / Spanish Disaster
- 1972 The Future Is Past / Blue Jean Girl
- 1973 Lonely Lovers' Symphony / Crippled Words
- 1973 Heaven Helps The Man (Who Helps Himself) / Sandy
- 1973 Hilf Dir Selbst / Geh Zu Ihm
- 1974 Marrakesh / Nostalgie
- 1974 Lie, Lie, Lie / Collico
- 1974 Born To Die (Mono) / Born To Die (Stereo)(as Giorgio)
- 1974 Born To Die / Strongest Of The Strong (as Giorgio’s Common Cause)
- 1975 Bricks and Mortar / It’s A Shame
- 1975 Rock Me To My Soul / Dark and Deep and In Between (as Giorgio’s Common Cause)
- 1975 Einzelgänger (Stereo) / Einzelgänger (Mono) (as Einzelgänger)
- 1975 Einzelgänger / Liebes Arie (as Einzelgänger)
- 1976 Einzelgänger / Good Old Germany (as Einzelgänger)
- 1976 Take Five / Enterprise (as MLS (Musicland Set))
- 1976 Knights In White Satin / I Wanna Funk With You Tonite
- 1976 I Wanna Funk With You Tonite / Oh, L’Amour
- 1977 Let The Music Play / Oh, L’Amour
- 1977 From Here To Eternity / Too Hot To Handle
- 1977 From Here To Eternity / Utopia — Me Giorgio
- 1977 Get On The Funk Train (Part I) / Get On The Funk Train (Part II) (as Munich Machine)
- 1978 Chase (Part 1) / Chase (Part 2)
- 1978 (Theme From) Midnight Express (Instrumental) / Loves Theme
- 1978 Love Is You / Love Trap (as The Beepers)
- 1978 A Whiter Shade Of Pale / It’s All Wrong (But It’s Alright) (as Munich Machine)
- 1978 Love’s In You (Love’s In Me) / I Can’t Wait (as Giorgio & Chris)
- 1979 Party Light / Bolectro (as Munich Machine)
- 1979 Baby Blue / If You Weren’t Afraid
- 1979 If You Weren’t Afraid / E=MC2
- 1979 Baby Blue / E=MC2
- 1979 What A Night / What A Night (Short Version)
- 1979 What A Night / If You Weren’t Afraid
- 1980 Hollywood Dreams / Valley Of The Dolls
- 1980 Night Drive / The Apartment
- 1980 Call Me / Night Drive
- 1980 Guerreros Del Espacio / Bolectro
- 1980 Love and Passion / Hello Mr. W.A.M.
- 1983 Lady, Lady / Diamond Lizzy (as Giorgio Moroder & Joe Esposito)
- 1983 Scarface (Push It To The Limit) / Tony’s Theme (as Giorgio Moroder & Paul Engemann)
- 1984 Together In Electric Dreams / Together In Electric Dreams (Instrumental) (as Giorgio Moroder & Philip Oakey)
- 1984 The Duel / Madeline’s Theme
- 1984 Love Kills / Rotwang’s Party (Instrumental) (as Giorgio Moroder & Freddie Mercury)
- 1984 Cage Of Freedom / Worker’s Dance (Instrumental) (as Giorgio Moroder & Jon Anderson)
- 1984 Here She Comes / Obsession (Instrumental) (as Giorgio Moroder & Bonnie Tyler)
- 1984 Now You’re Mine / Now You’re Mine (Instrumental) (as Giorgio Moroder & Helen Terry)
- 1984 Reach Out / Reach Out (Instrumental)(as Giorgio Moroder & Paul Engemann)
- 1984 American Dream / Too Hot To Touch (Instrumental) (as Giorgio Moroder & Paul Engemann)
- 1985 Shannon’s Eyes / Shannon’s Eyes (Instrumental) (as Giorgio Moroder & Paul Engemann)
- 1985 Night Time Is The Right Time / Baby Blue [1985 Remix] (as Giorgio Moroder & Edie Marlena)
- 1985 Good-Bye Bad Times / Good-Bye Bad Times (Instrumental) (as Giorgio Moroder & Philip Oakey)
- 1985 Be My Lover Now / Be My Lover Now (Instrumental) (as Giorgio Moroder & Philip Oakey)
- 1985 A Love Affair / Show Me The Night (as Giorgio Moroder & Joe Esposito)
- 1990 Dreams We Dream / The Neverending Story (as Giorgio Moroder & Joe Milner)
- 1992 Carry On / Carry On (Instrumental) (as Giorgio Moroder & Donna Summer)
- 1996 Lips
- 2012 Giorgio’s New Dancing Shoes (from the CD: The 84th Academy Awards)
- 2014 Giorgio’s Theme
- 2014 74 Is The New 24
- 2015 Right Here, Right Now
- 2015 Déjà Vu
- 2015 Willoughby (as Giorgio Moroder & Bruce Sudano)

## Совместные проекты
Работал в качестве автора или продюсера (сопродюсера) альбомов:
- 1974 — Donna Summer: Lady of the Night
- 1975 — Donna Summer: Love to Love You Baby
- 1976 — Roberta Kelly: Troublemaker
- 1976 — Donna Summer: A Love Trilogy
- 1976 — Donna Summer: Four Seasons of Love
- 1977 — Munich Machine: Munich Machine
- 1977 — Roberta Kelly: «Zodiac Lady»
- 1977 — Donna Summer: «I Remember Yesterday»
- 1977 — Donna Summer: «Once upon a Time…»
- 1977 — Dino Solera: «Classically»
- 1978 — Roberta Kelly: «Gettin' the Spirit»
- 1978 — Munich Machine: «A Whiter Shade of Pale»
- 1978 — The Three Degrees: «New Dimensions»
- 1978 — Donna Summer: «Live and More»
- 1979 — Donna Summer: «Bad Girls»
- 1979 — Munich Machine: «Body Shine»
- 1979 — The Sylvers: «Disco Fever»
- 1979 — Sparks: «No. 1 In Heaven»
- 1979 — Suzi Lane: «Ooh La La»
- 1980 — Sparks: «Terminal Jive»
- 1980 — Donna Summer: «The Wanderer»
- 1981 — Madleen Kane: «Don’t Wanna Lose You»
- 1981 — Donna Summer: «I’m a Rainbow»
- 1979 — The Three Degrees: «3D»
- 1982 — Helen St. John: «Plays The Piano»
- 1983 — France Joli: «Attitude»
- 1983 — Irene Cara: «Flashdance… What a Feeling»
- 1983 — Nina Hagen: «Angstlos»
- 1984 — Janet Jackson: «Dream Street»
- 1984 — Helen St. John: «Take Your Passion»
- 1986 — Limahl: «Colour All My Days»
- 1986 — Sigue Sigue Sputnik: «Flaunt It»
- 1986 — Amii Stewart: «Amii»
- 1986 — Berlin: Count Three & Pray